# Frank Gray
Frank Gray, właśc. Francis Tierney Gray (ur. 27 października 1954 w Glasgow) – były szkocki piłkarz występujący na pozycji obrońcy. Trener klubu Basingstoke Town.

## Kariera klubowa
Gray zawodową karierę rozpoczynał w 1972 roku w angielskim Leeds United z Division One. W tych rozgrywkach zadebiutował 10 lutego 1973 roku w przegranym 0:2 pojedynku z Leicester City. W 1973 roku dotarł z zespołem do finału Pucharu Zdobywców Pucharów, w którym Leeds przegrał jednak z Milanem. W tym samym roku wystąpił z klubem w finale Pucharu Anglii (porażka 0:1 z Sunderlandem). W 1974 roku Gray zdobył z zespołem mistrzostwo Anglii. W 1975 roku dotarł z nim do finału Pucharu Mistrzów, jednak Leeds uległo tam 0:2 Bayernowi Monachium.
W 1979 roku Gray odszedł do Nottingham Forest, także grającego w Division One. Zadebiutował tam 18 sierpnia 1979 roku w wygranym 1:0 spotkaniu z Ipswich Town. W tym samym roku zdobył z klubem Superpuchar Europy. Z kolei w 1980 roku zdobył z nim Puchar Mistrzów. Z zespołem dotarł także do finału Pucharu Ligi Angielskiej, jednak Nottingham przegrało tam z Wolverhamptonem.
W 1981 roku Gray wrócił do Leeds, nadal występującego w Division One. W 1982 roku spadł z nim do Division Two. W 1985 roku przeszedł do Sunderlandu, również grającego w Division Two. W 1987 roku spadł z nim do Division Three, ale po roku wrócił do Division Two. W 1989 roku odszedł do Darlington z Conference. W 1990 roku awansował z nim do Division Four, a w 1991 roku do Division Three. W 1992 roku zakończył karierę.

## Kariera reprezentacyjna
W reprezentacji Szkocji Gray zadebiutował 7 kwietnia 1976 roku w wygranym 1:0 towarzyskim spotkaniu ze Szwajcarią. 23 marca 1982 roku w wygranym 2:1 towarzyskim pojedynku z Holandią strzelił pierwszego gola w zespole narodowym.
W 1982 roku został powołany do kadry na Mistrzostwa Świata. Zagrał na nich w meczach z Nową Zelandią (5:2), Brazylią (1:4) i Związkiem Radzieckim (2:2). Z tamtego turnieju Szkocja odpadła po fazie grupowej.
W latach 1976–1983 w drużynie narodowej Gray rozegrał w sumie 32 spotkania i zdobył 1 bramkę.